# 장영수
장영수(張榮洙, 1967년 8월 5일 ~ )는 대한민국의 정치인이다. 제8·9대 전라북도의원을 지내고, 제46대 전라북도 장수군수를 역임했다. 본관은 흥덕이며, 전북특별자치도 장수군 출신이다.

## 학력
- 장수국민학교 졸업
- 장수중학교 졸업
- 완산고등학교 졸업
- 전주대학교 법학과 학사 졸업

### 비학위 수료
- 전북대학교 행정대학원 지방자치학과 석사 졸업

## 경력
- 국회의원 정세균 사무소 사무장
- 민주당 전국청년위원회 부위원장
- 장수군 민주평화통일자문위원회 간사위원
- 장수군 열린우리당 청년위원회 위원장
- 2006.07 ~ 2010.06 제8대 전라북도의회 의원
- 2006.07 ~ 2008.06 제8대 전라북도의회 전반기 출판물간행위원회 위원
- 2006.07 ~ 2008.06 제8대 전라북도의회 전반기 문화관광건설위원회 위원
- 2006.07 ~ 2010.06 제8대 전라북도의회 예산결산검산위원회 위원
- 2008.07 ~ 2010.06 제8대 전라북도의회 후반기 운영위원회 간사
- 2008.07 ~ 2010.06 제8대 전라북도의회 후반기 산업경제위원회 간사
- 2010.07 ~ 2014.06 제9대 전라북도의회 의원
- 2010.07 ~ 2012.07 제9대 전라북도의회 전반기 산업경제위원회 위원장
- 2018.07 ~ 2022.06 제46대 전북특별자치도 장수군수

## 역대 선거 결과
|  | 35.35% |

|  | 40.03% |

|  | 36.67% |

|  | 40.00% |

| 전임 최용득 | 제46대 전라북도 장수군수 2018년 7월 1일 ~ 2022년 6월 30일 | 후임 최훈식 |